# Sastoya
Sastoya (en euskera y cooficialmente Sastoia) es un pueblo abandonado de Navarra; actualmente su término municipal está ocupado por una finca, propiedad del Gobierno de Navarra, destinada al mantenimiento de la raza de toro salvaje "Betizu" que se encuentra en peligro de extinción.

## Situación geográfica
Pueblo navarro situado en el municipio de Urraúl Alto (Navarra, España), 25 km al norte de Lumbier.

## Euskera
Louis Lucien Bonaparte, sobrino de Napoleón y afamado dialectólogo vasco, incluía a Sastoya en su mapa lingüístico y la citaba expresamente como lugar de habla vasca, dentro del valle de Urraúl, aunque no consta que visitara expresamente la zona. Archivado el 29 de septiembre de 2007 en Wayback Machine.

## Historia

### Caserío
Sastoya estaba constituido por un caserío, habitado por última vez por la numerosa familia "Larrea". Debido a sus actividades agrícolas y ganaderas era autosuficiente. No disponía de servicios públicos, por lo que los menores de edad recorrían diariamente el camino que les separaba hasta Lumbier para estudiar. Tampoco tenía iglesia, debiendo el sacerdote local visitarles con frecuencia para dispensar los sacramentos.

## Reserva del "Betizu"
El toro salvaje vasco, llamado "Betizu" es una raza en peligro de extinción; el reducto que queda en España del "toro salvaje" o "uro" cuyas huellas se pierden en la noche de los tiempos. Es de color rojo y recibe el nombre de "Betizu" que proviene del euskera (idioma vasco) y quiere decir: behi=vaca e izua=huidiza, debido al carácter semisalvaje de estos animales que se ocultan en zonas boscosas. Etimológicamente por tanto, quiere decir vaca salvaje, huidiza y asilvestrada.
La raza "Betizu" está constituida por una agrupación bovina dotada de gran rusticidad, que se desenvuelve en espacios marginales en estado semisalvaje. Apariencia de un animal vivaz, ágil, armónico, destacando el predominio de su tercio anterior sobre el posterior, de desarrollo tardío, de escasa alzada y poco peso corporal, siendo de baja producción carnicera.

### Características del "Betizu"
- Cabeza y cuello Fina, corta, cubierta de abundantes pelos encrespados, ojos expresivos, rodeados de una aureola clara u ojo de perdiz. Moño muy desarrollado, los cuernos en forma de lira (dominante en hembras, descartándose en los machos), aunque pueden aparecer formas de media luna, y de color predominante blanco.

Cuello corto a mediano, caracterizado por una abundante papada, siendo la línea superior, recta en las hembras y con morrillo en los machos. 
- Tronco Tórax más profundo en machos que hembras, con costillares no muy arqueados, el dorso ensillado y ascendente, seguido de la región lumbar de escaso desarrollo muscular.
- Grupa y cola Grupa de poco desarrollo, marcándose las prominencias óseas. Nacimiento de la cola alto, larga y con abundante borlón.
- Muslos y nalgas fugitivas Poco desarrolladas y de líneas rectas.
- Extremidades y aplomos Extremidades de longitudes medias y con articulaciones bien desarrolladas, aplomos correctos y pezuñas pequeñas, duras y de color claro.
- Piel, pelo y mucosas Capa de color trigueña, variando la entonación según la época del año y el sexo, con decoloración centrífuga a nivel de bragada, periné, axilas, extremidades, morro y región orbitaria. Piel gruesa, blanca-amarillenta, con mucosas despigmentadas, color carne y rosadas.
- Entorno.- Por lo tanto estamos hablando de animales que viven en régimen de semilibertad, y cuyo comportamiento semi-salvaje y huidizo se acopla a las condiciones medioambientales en las que se desenvuelven.
- Dimensiones, son ejemplares de escaso porte, encontrándonos con alzadas que varían entre 1.10-1.30 metros, mientras que los pesos vivo se mueven cerca de los 325 kg. para las hembras y unos 450 para machos adultos.

Así mismo se han conocido otras denominaciones según autores y localizaciones, la llamaban "del país", "casta navarra", "raza vasca"....

En el arte cavernario europeo, se representan toros y vacas prehistóricos (uros) muy semejantes morfológicamente a las betizus 
Las betizu (vaca arisca), son un animal mítico de los vascos convertido en zezen gorri y behi gorri como guardián de los tesoros de las grutas donde vive la diosa Mari; vaca "huraña" en la descripción de José Miguel de Barandiarán.

### La reserva de Sastoya
Actualmente el Gobierno de Navarra en el pueblo abandonado de Sastoya-Sastoia (Navarra), elabora un programa ecológico para la conservación de esta especie autóctona, cuya labor desarrolla el ITG Ganadero que posee un rebaño de "Betizu" cedido por el Gobierno de Navarra que se ubica en la finca del municipio de Sastoya, sita en el valle navarro de Urraúl Alto. El objetivo de este rebaño es el de mantenimiento en pureza de la raza y en la medida de lo posible la difusión de la misma.
La finca de Sastoya, consta de unas 80 ha, de las que 12 de ellas son praderas; está inscrita en el área de "Producción Ecológica" y es propiedad del Gobierno de Navarra, gestionada por su "Departamento de Medio Ambiente" que la cede al "ITG Ganadero" para el mantenimiento de las Betizu. Existe en la finca un aprisco cubierto de 300 m² para almacén y manejo de ganado.
En la finca de Sastoya se mantienen una media de unos 45 animales de la raza con un manejo lo más extensivo posible, con una mínima intervención humana para mantener su carácter ancestral de "semilibertad".

## Personas destacadas
- Jesusa Larrea Noguera, ya fallecida en 1999,esposa de Cándido Martín del pueblo vecino Aoiz, perteneció a la última familia que vivió en Sastoya.
- (María Larrea Noguera),ya fallecida en 1995,esposa de Florentino Itulain Imirizaldu vecino de Meoz,perteneció a la última familia que vivió en Sastoya.
- (Benita Larrea Noguera),ya fallecida que también perteneció a la última familia que vivió en Sastoya.

## Localidades limítrofes
- Santa Fe.- Era la capital del municipio. Su monasterio, actualmente en rehabilitación, posee en su interior un hórreo tradicional.
- Artanga.- Habitado por personas de ideología "hippie", que han ocupado el despoblado lugar.